# Фёйад
Фёйа́д (фр. Feuillade) — коммуна во Франции, находится в регионе Пуату — Шаранта. Департамент — Шаранта. Входит в состав кантона Монброн. Округ коммуны — Ангулем.
Код INSEE коммуны — 16137.
Коммуна расположена приблизительно в 390 км к югу от Парижа, в 110 км южнее Пуатье, в 25 км к востоку от Ангулема.

## Население
Население коммуны на 2008 год составляло 300 человек.
| 1962 | 1968 | 1975 | 1982 | 1990 | 1999 | 2008 |
| ---- | ---- | ---- | ---- | ---- | ---- | ---- |
| 375  | 361  | 361  | 355  | 330  | 314  | 300  |

## Администрация
| Период | Период | Фамилия        | Партия | Примечания      |
| ------ | ------ | -------------- | ------ | --------------- |
| 1995   | 2004   | Даниель Мазьер |        | страховой агент |
| 2004   | 2008   | Рене Лагард    |        | фермер          |
| 2008   |        | Мишель Делаж   |        | фермер          |

## Экономика
В 2007 году среди 182 человек в трудоспособном возрасте (15—64 лет) 138 были экономически активными, 44 — неактивными (показатель активности — 75,8 %, в 1999 году было 73,6 %). Из 138 активных работали 127 человек (71 мужчина и 56 женщин), безработных было 11 (3 мужчины и 8 женщин). Среди 44 неактивных 13 человек были учениками или студентами, 20 — пенсионерами, 11 были неактивными по другим причинам.

## Достопримечательности
- Церковь Сен-Пьер (XII век). Исторический памятник с 1907 года[3]

## Фотогалерея
- Церковь Сен-Пьер
- Замок Бельвиль
- Замок Петит-Мот
- Мэрия